# Окенфолд, Пол
Пол Марк Окенфолд (англ. Paul Mark Oakenfold; род. 30 августа 1963, Лондон, Англия) — английский музыкальный продюсер и диджей.

## Биография
В 1987 Окенфолд провел несколько месяцев на Ибице в Испании, где влюбился в клубную музыку. Вдохновлённый этими звуками, итальянским диско, соулом и хаусом, Окенфолд издал альбом в составе группы Happy Mondays «Pills 'n' Thrills and Bellyaches», далее последовало создание ремиксов для «U2», «Massive Attack», «Arrested Development», «The Cure», «Snoop Dogg», «Simply Red», «New Order» и «The Shamen» с партнером Стивом Осборном под общим названием «Perfecto». Многие из этих ремиксов были выпущены его лейблом «Perfecto Records».
Окенфолд начал играть в клубах ещё подростком и вскоре создал себе репутацию диджея лучших вечеринок. Однако лишь в начале 1990-х годов его имя стало ассоциироваться с элитой диджеев. Причиной такого подъема и успеха у публики был выбор нового направления танцевальной музыки, названного транс, — нечто открытое им на пляжах Гоа в Индии и смешанное с похожими по звучанию европейскими записями для создания его собственного индивидуального звука. Окенфолд сделал свой стиль частью мейнстрима, когда в 1994 он создал двухчасовой сет для программы «Essential Mix» BBC Radio 1. Этот сет стал известен как «Goa Mix» и по сегодняшний день является наиболее востребованной передачей в радио сети BBC.
В 1996 Окенфолд смикшировал один диск двойного альбома «Fantazia» House Collection 6, сборник из серии великобританской хаус-музыки, которая была очень успешна в то время. Он привнес свой индивидуальный стиль в микс.
После непродолжительного участия в группе «Grace», Окенфолд стал диджеем резидентом клуба «Cream» с 1997 по 1999. В течение этого времени, он стал концентрироваться на выпуске «Tranceport» в 1998. После Tranceport Пол Окенфолд продолжил карьеру, возможно, своим самым успешным альбомом «Perfecto Presents Another World», который представил миллионам его искусство микширования. Его популярность в Америке медленно росла благодаря его работе над саундтреком к фильму «Пароль «Рыба-меч»», «Матрица: Перезагрузка», «Соучастник», «Herbie Rides Again», «Умри, но не сейчас», для которого он ремикшировал тему Джеймса Бонда. Позже он работал над видеоигрой во вселенной Джеймса Бонда «GoldenEye: Rogue Agent», участвовал в создании саундтрека японского аниме-фильма «Appleseed» в 2004 году и предоставил композиции для видеоигр серии FIFA начиная с «FIFA Football 2005». Он также создал музыку для серии видеоигр Konami «Dance Dance Revolution».
C 1997 по 1999 гастролировал по Европе и США с аргентинским диджеем Эрнаном Катаньо.
В 2001 Пол принял участие в туре, организованном «Moby», это был первый «Area Festival». В этом туре также принимали участие «Incubus», «Carl Cox», «Orb», «OutKast» и «Roots».
В 2002 журнал Q назвал Окенфолда в списке «50 групп, которых необходимо увидеть прежде, чем умрёшь» (англ. «50 Bands To See Before You Die»). В том же году Окенфолд выпустил свой первый сольный альбом под названием «Bunkka» с участием таких музыкантов как Нелли Фуртадо, «Tricky» («The Harder They Come»), «Nusrat Fateh Ali Khan» («Zoo York»), «Ice Cube» («Get Em Up») и «Shifty Shellshock», солиста «Crazy Town» («Starry Eyed Surprise»). В 2006-м выходит «A Lively Mind». Окенфолд записывал альбом в доме с привидениями в Южной Каролине, посчитав, что такая атмосфера смогла бы добавить свежие элементы в альбом.
В 2004, трек Окенфолда «Ready Steady Go» был переиздан с корейским текстом для фильма «Соучастник», и была включена в саундтрек фильма. «Ready Steady Go» также был использован в заставке обзоров чемпионата мира по классическому ралли (WRC) на канале «Евроспорт» Россия, рекламе «Saab», игре EA Sports «Tiger Woods PGA Tour 2003», игре от Juice Games «Juiced», пробной в телевизионной программе Las Vegas, фильме «Идентификация Борна», теме NASCAR для 2006, в телесериале «Alias», а также в экранизации романа Энтони Хоровица «Громобой», снятом Джеффри Саксом. Он также пробовался в роли одного из зомби в проекте 2007 года 28 недель спустя.
«A Lively Mind» вышел 6 июня 2006. Первый сингл «Faster Kill Pussycat» был записан в сотрудничестве с актрисой Бриттани Мёрфи, вышедший 2 мая 2006. CD Окенфолда 2006 был издан «Maverick Records». В том же 2006 году ремикшировал тему Трансформеров к анимационному сериалу «Трансформеры: Кибертрон». В 2014 году выпустил альбом с характерным названием «Trance Mission», в котором содержится 23 композиции.

## Дислексия
Известно, что Пол, будучи ребёнком, поборол дислексию и начал помогать другим детям-дислектикам.

## Дискография

### Альбомы
| Год  | Название                                              |
| ---- | ----------------------------------------------------- |
| 1994 | Goa 1 Mix                                             |
| 1994 | Journeys By DJ Volume 5: Journey Through The Spectrum |
| 1994 | Ministry Of Sound. The Sessions Vol. 2                |
| 1995 | A Voyage Into Trance                                  |
| 1995 | Perfection                                            |
| 1996 | Perfecto Fluoro                                       |
| 1997 | Cream Anthems 97                                      |
| 1997 | Global Underground 004 (Live in Oslo)                 |
| 1997 | House Collection Vol. 6                               |
| 1998 | Essential Selection (Summer 1998)                     |
| 1998 | Essential Selection '98                               |
| 1998 | Global Underground 007 (New York)                     |
| 1998 | Tranceport                                            |
| 1999 | Essential Millennium with Pete Tong & Fatboy Slim     |
| 1999 | Resident: Two Years of Oakenfold at Cream             |
| 2000 | Perfecto Presents: Travelling                         |
| 2000 | Perfecto Presents: Another World                      |
| 2000 | Essential Selection Vol.1                             |
| 2001 | Swordfish: The Album                                  |
| 2001 | Perfecto Presents: Ibiza                              |
| 2002 | Bunkka                                                |
| 2003 | Perfecto Presents... Great Wall                       |
| 2003 | Perfecto Chills. Vol.1                                |
| 2004 | Creamfields                                           |
| 2004 | Bust A Groove                                         |
| 2004 | Perfect Remixes vol.1                                 |
| 2004 | Perfecto Chills Vol.2                                 |
| 2005 | Perfecto Presents: The Club                           |
| 2006 | A Lively Mind                                         |
| 2006 | Perfecto Chills. Vol.3                                |
| 2007 | Vexille - The Official Soundtrack                     |
| 2007 | Greatest Hits and Remixes                             |
| 2008 | Anthems                                               |
| 2009 | Perfecto: Vegas                                       |
| 2011 | The Goa Mix 2011                                      |
| 2011 | Never Mind The Bollocks… Here's Paul Oakenfold        |
| 2011 | We Are Planet Perfecto Volume 01                      |
| 2012 | Four Seasons: Winter                                  |
| 2014 | Trance Mission                                        |